# Nowoiwanowka (rejon sudżański)
Nowoiwanowka (ros. Новоивановка) – wieś (ros. село, trb. sieło) w zachodniej Rosji, centrum administracyjne sielsowietu nowoiwanowskiego w rejonie sudżańskim obwodu kurskiego.

## Geografia
Miejscowość położona jest u źródeł rzeki Struga, 10 km od granicy z Ukrainą, 20 km od centrum administracyjnego rejonu (Sudża), 88 km od Kurska.
W granicach miejscowości znajduje się 145 posesji.

## Demografia
W 2010 r. miejscowość zamieszkiwało 228 osób.